# Ковач, Тамаш (легкоатлет)
Тамаш Ковач (венг. Kovács Tamás; род. 1983) — венгерский бегун на длинные дистанции. На олимпийских играх 2012 года 72-е место с результатом 2:27.48. Чемпион Венгрии в беге на 5000 метров в 2010 и 2011 годах. Бронзовый призёр национального чемпионата 2004 года на дистанции 3000 метров. Также выигрывал чемпионат Венгрии по кроссу в 2005 и 2011 годах.
Личный рекорд в марафоне — 2:14.23 в марафоне, который он установил в Италии в 2011 году. Он также дважды бегал меньше 1:04 в полумарафоне.
Ковач учился в Университете Хай-Пойнт в Северной Каролине, США, где с 2005 по 2008 год участвовал в соревнованиях по кроссу и легкой атлетике. Он установил рекорды HPU на дистанциях 3000, 5000 и 10 000 метров и стал чемпионом Большой Южной конференции 2008 года на дистанции 10 000 метров.